# Józef Dulak
Józef Dulak (ur. 15 czerwca 1962 w Nowym Sączu) – polski naukowiec, profesor nauk biologicznych, prowadzi badania w zakresie  biotechnologii medycznej, biologii molekularnej i biochemii. Kierownik Zakładu Biotechnologii Medycznej na Wydziale Biochemii, Biofizyki i Biotechnologii Uniwersytetu Jagiellońskiego – WBBiB UJ (od 2005 r.), prodziekan WBBiB UJ  (2006-2008). Doktor honoris causa Uniwersytetu w Orleanie, Francja (2012), członek korespondent (od 2011), członek czynny (od 2022) Polskiej Akademii Umiejętności, członek Academia Europaea  (od 2022), stypendysta polsko-amerykańskiej Fundacji Fulbrighta (STEM Impact Award, 2024 – University of Washington, Seattle).

## Zainteresowanie naukowe
Zajmuje się  biotechnologią medyczną w zakresie biologii komórek macierzystych, biologii i  medycyny naczyniowej, terapii genowej i komórkowej, biologii nowotworów, mechanizmami procesów i chorób zapalnych, mechanizmami niedotlenienia i stresu oksydacyjnego oraz chorób z nimi związanych. Współautor ponad 270 artykułów, współredaktor kilku książek, współautor patentu. Popularyzator nauki, interesuje się bioetyką i społeczną rolą nauki.

## Życiorys
Pochodzi z Rytra. Absolwent I Liceum Ogólnokształcącego im. Jana Długosza w Nowym Sączu (1981), ukończył biologię na Uniwersytecie Jagiellońskim (1986), doktor nauk biologicznych w zakresie zoologii (1990), dr habilitowany w zakresie nauk biochemicznych (2001), profesor tytularny (2007). W latach 1990–1993 asystent w Zakładzie Immunobiologii Ewolucyjnej Instytutu Zoologii UJ; asystent i adiunkt w Zakładzie Biochemii Klinicznej Collegium Medicum UJ (1993-2000), asystent i adiunkt w Zakładzie Biochemii Komórki Instytutu Biologii Molekularnej UJ (następnie WBBiB UJ) (2000-2005), kierownik Zakładu Biotechnologii Medycznej WBBiB UJ (od 2005).
Odbył staże podoktorskie na Free University w Amsterdamie (1991); Muenster University w Niemczech (1994); Stanford University w USA (1997) i przez dwa lata pracował na University of Innsbruck, Austria (1999-2001). Od 2005 r. jest kierownikiem Zakładu Biotechnologii Medycznej na Wydziale Biochemii, Biofizyki i Biotechnologii Uniwersytetu Jagiellońskiego w Krakowie. Był dyrektorem naukowym Kardio-Med Silesia – Śląskiego Parku Technologii Medycznych w Zabrzu (kwiecień 2016 - kwiecień 2020). W latach 2011–2019 członek Komitetu Ewaluacji Jednostek Naukowych (KEJN), członek Komitetu Biotechnologii PAN (2011-2015; 2016-2019, obecnie), Komitetu Biochemii i Biofizyki PAN (2011-2015), Wiceprzewodniczący Komitetu Biotechnologii PAN (2020-2023 oraz 2024-2027), członek Komitetu Genetyki Człowieka i Patologii Molekularnej PAN, członek zespołu Naczelnej Rady Lekarskiej ds. komórek macierzystych i terapii komórkowych (od roku 2021):, prezes krakowskiego oddziału Polskiego Towarzystwa Biochemicznego (2005-2008), współorganizator licznych krajowych i międzynarodowych konferencji naukowych.
Promotor 20 doktorów. Prowadzi wykłady z terapii genowej, biotechnologii medycznej. Wygłosił wykłady na wielu uniwersytetach zagranicznych oraz konferencjach międzynarodowych.
Jest laureatem nagrody im. Louisa Federica Leloir(Argentyna, 2014), nagrody im. Tadeusza Browicza Polskiej Akademii Umiejętności (2010), wyróżniony licznymi nagrodami naukowymi w tym nagrodą Rektora UJ I stopnia za osiągnięcia naukowe (2019).  Był prezesem Europejskiej Organizacji Biologii Naczyniowej (EVBO) (2013-2015; 2015-2017). Profesor wizytujący Japanese Society for the Promotion of Science (2010). Był koordynatorem International Associated Laboratory (LIA – Laboratoire International Associe), wspieranego przez CNRS (Francja) i Uniwersytet Jagielloński (2013-2016 i 2017-2020). Jest członkiem European Society of Cardiology (Fellow of ESC), American Heart Association (AHA), International Society for Stem Cell Research, a także był lub jest członkiem rady redakcyjnej czasopism Arteriosclerosis Thrombosis and Vascular Biology, IUBMB Life, Scientific Reports, Vascular Biology.